# Lepyrodia muelleri
Lepyrodia muelleri är en gräsväxtart som beskrevs av George Bentham. Lepyrodia muelleri ingår i släktet Lepyrodia och familjen Restionaceae. Inga underarter finns listade i Catalogue of Life.